# Joel Sandelson
Joel Sandelson (* 1994) ist ein britischer Musiker (Cello) und Dirigent. 2021 gewann er den Dirigierwettbewerb der Salzburger Festspiele.

## Leben und Wirken
Joel Sandelson spielte ursprünglich Cello und studierte 2013–16 an der Cambridge University, Muisik, was er mit dem Bachelor of Arts abschloss. Anschließend setzte er seine Musikstudien an der Royal Academy of Music in Dirigieren fort, wo er bei Sian Edwards studierte und 2018 mit den Master mit Auszeichnung erwarb. Außerdem besuchte er weiterführende Kurse unter anderem in Tanglewood sowie bei Roger Norrington und Martyn Brabbins. Des Weiteren arbeitete er zwei Jahre als Assistent von Thomas Dausgaard beim BBC Scottish Symphony Orchestra und als Leverhulme Fellow am Royal Conservatoire of Scotland. Bereits 2013 gründete er im Alter von 19 Jahren das Barbican Chamber Orchestra, das er seit mehreren Spielzeiten leitet. Sandelson gründete außerdem in London das Orchester Wond’rous Machine, dessen musikalischer Leiter er war.
Ferner arbeitete Sandelson unter anderem mit dem Dänischen Radio-Sinfonieorchester, dem BBC National Orchestra of Wales, dem Sofia Philharmonic und dem Stavangar Symphony Orchestra zusammen. Bereits während seines Studiums gewann er Preise, unter anderem bei der Cambridge University. Mitte 2021 erhielt Sandelson den Herbert von Karajan Young Conductors Award der Salzburger Festspiele; die Jury unter dem Vorsitz von Manfred Honeck entschied sich unter den drei Finalisten, nachdem alle Kandidaten zuvor gemeinsam mit der Camerata Salzburg ein eigenes Programm dirigiert hatten. Die Auszeichnung ist mit 15.000 Euro dotiert, ferner erhält Sandelson im folgenden Jahr die Möglichkeit zu einem Festspielkonzert mit dem ORF Radio-Symphonieorchester Wien und einem Solisten.
Sandelson habe „seine angeborene Musizierfreude in den Dienst der Musik gestellt und seine musikalischen Vorstellungen deutlich durchgesetzt“, sagte Honeck.

## Auszeichnungen
- 2014: Erster Preis beim Cambridge University Conducting Competition.[5]
- ´2015: Erster Preis beim Cambridge University Conducting Competition.
- 2018: Finalist beim Nikolai-Malko-Wettbewerb
- 2018: Royal Academy of Music: DipRAM Preis für herausragendes Abschluss-Examen
- 2020: Dritter Preis beim Siemens-Hallé International Conductors Competition
- 2021: Sieger beim Herbert von Karajan Young Conductors Award